# Polynormande 2024
La 44e édition de la Polynormande a eu lieu le 11 août 2024. Cette course cycliste d'un jour fait partie de la Coupe de France en tant que 14e manche de l'édition 2024. Elle fait aussi partie du calendrier UCI Europe Tour 2024 en catégorie 1.1 (troisième catégorie mondiale).
L'épreuve est remportée par Paul Lapeira de l'équipe Décathlon-AG2R La Mondiale qui s'impose au sprint devant deux autres coureurs, Pascal Eenkhoorn (Lotto Dtsny) et Brieuc Rolland (Groupama - FDJ).

## Présentation

### Parcours
Le parcours est resté similaire aux éditions précédentes. Il se déroule entre Avranches et Saint-Martin-de-Landelles, dans le sud-est du département de la Manche. Sa longueur totale est de 168,9 kilomètres pour 2 134 mètres de dénivelé. Ce parcours est catégorisé comme une course accidentée. Les profils baroudeurs y sont généralement désignés favoris.
La course commence par un départ fictif donné à Avranches où les coureurs ont effectué deux tours d'un circuit dans les rues de la ville. Le départ réel est donné à la sortie d'Avranches. La course se dirige vers l'est, pendant 14 kilomètres, en direction de la commune d'Isigny-le-Buat où se déroule un premier sprint intermédiaire. Ensuite, elle bifurque vers le sud pendant 10 kilomètres vers Saint-Martin-de-Landelles par la côte de la Pigeonnière afin de rejoindre un circuit fermé du reste de la course.
Ce circuit fermé est long de 12,5 kilomètres et est parcouru 11 fois par les coureurs. La principale difficulté du circuit est la côte de la Pigeonnière, un faux-plat montant de 1,5 kilomètres situé à mi-parcours (passage à 5,8 kilomètres).

### Équipes
Classée en catégorie 1.1 de l'UCI Europe Tour, la Polynormande est par conséquent ouverte aux équipes UCI WorldTeam dans la limite de 50 % des équipes participantes, aux équipes continentales professionnelles, aux équipes continentales et aux équipes nationales.
Quatorze équipes participent à cette Polynormande : quatre WorldTeams, deux ProTeams et huit équipes continentales, pour un total de 105 coureurs :
| WorldTeams (4)- Decathlon-AG2R La Mondiale - Groupama-FDJ - Arkéa-B&B Hotels - Cofidis ProTeams (2)- Lotto Dstny - TotalEnergies Équipes continentales (8)- Saint Michel-Mavic-Auber 93 - Van Rysel-Roubaix - Madar Pro Cycling Team - Novapor Speedbike - XSpeed United Continental - Nice Métropole Côte d'Azur - CIC U Nantes Atlantique - MYVELO Pro Cycling Team |
| |

### Principaux coureurs présents
Le vainqueur de l'édition précédente Arnaud de Lie n'est pas présent. Cependant plusieurs favoris de cette édition avaient déjà terminé dans le top 10 l'année précédente : Paul Lapeira troisième en 2023, Clément Venturini cinquième, Alexandre Delettre huitième, Paul Penhoët.

### Diffusion
Eurosport diffuse la course en intégralité. France Télévisions diffuse les deux dernières heures de courses sur sa plateforme en ligne.

## Déroulement de la course
Dès le départ donné à Avranches, plusieurs échappées tentent de se former sans succès. Il faudra attendre le premier tour du circuit de Saint-Martin-de-Landelles pour voir une échappée de douze coureurs s'extirper du peloton. Cette échappée partie de loin tient tête au peloton jusqu'au bout et les douze hommes se joueront la victoire. Au dernier tour, à 12,5 kilomètres de la ligne d'arrivée, encore huit coureurs forment le groupe de tête et peuvent prétendre à la victoire.
À moins de 8 kilomètres de la ligne d'arrivée, Paul Lapeira dynamite ce groupe. Un trio se forme pour la victoire finale et c'est Paul Lapeira (Décathlon-AG2R La Mondiale) qui remporte la course en battant au sprint ses deux derniers compagnons d'échappées Pascal Eenkhoorn (Lotto Dtsny) et Brieuc Rolland (Groupama - FDJ).

## Classement de la course
Cette victoire est symbolique pour Paul Lapeira puisqu'il est natif de la région et qu'il signe sa première victoire avec la tunique de champion de france de cyclisme sur route.
| \| Classement général \| Classement général \| Classement général \| Classement général \| Classement général \| \| Coureur \| Coureur \| Pays \| Équipe \| Temps \| \| ------------------ \| ------------------- \| ------------------ \| --------------------------- \| ------------------ \| \| 1er \| Paul Lapeira \| France \| Decathlon-AG2R La Mondiale \| 4 h 02 min 04 s \| \| 2e \| Pascal Eenkhoorn \| Pays-Bas \| Lotto Dstny \| + 0 s \| \| 3e \| Brieuc Rolland \| France \| Groupama-FDJ \| + 0 s \| \| 4e \| Liam Slock \| Belgique \| Lotto Dstny \| + 7 s \| \| 5e \| Pierre-Henry Basset \| France \| CIC U Nantes Atlantique \| + 7 s \| \| 6e \| Anthony Delaplace \| France \| Arkéa-B&B Hotels \| + 7 s \| \| 7e \| Jean-Louis Le Ny \| France \| Nice Métropole Côte d'Azur \| + 7 s \| \| 8e \| Mathis Le Berre \| France \| Arkéa-B&B Hotels \| + 19 s \| \| 9e \| Matîs Louvel \| France \| Arkéa-B&B Hotels \| + 2 min 17 s \| \| 10e \| Alexandre Delettre \| France \| Saint Michel-Mavic-Auber 93 \| + 2 min 17 s \| |                     |          |                             |                 |
| |                     |          |                             |                 |
| Source : ProCyclingStats |                     |          |                             |                 |
| Classement général |                     |          |                             |                 |
| Coureur | Coureur             | Pays     | Équipe                      | Temps           |
| 1er | Paul Lapeira        | France   | Decathlon-AG2R La Mondiale  | 4 h 02 min 04 s |
| 2e | Pascal Eenkhoorn    | Pays-Bas | Lotto Dstny                 | + 0 s           |
| 3e | Brieuc Rolland      | France   | Groupama-FDJ                | + 0 s           |
| 4e | Liam Slock          | Belgique | Lotto Dstny                 | + 7 s           |
| 5e | Pierre-Henry Basset | France   | CIC U Nantes Atlantique     | + 7 s           |
| 6e | Anthony Delaplace   | France   | Arkéa-B&B Hotels            | + 7 s           |
| 7e | Jean-Louis Le Ny    | France   | Nice Métropole Côte d'Azur  | + 7 s           |
| 8e | Mathis Le Berre     | France   | Arkéa-B&B Hotels            | + 19 s          |
| 9e | Matîs Louvel        | France   | Arkéa-B&B Hotels            | + 2 min 17 s    |
| 10e | Alexandre Delettre  | France   | Saint Michel-Mavic-Auber 93 | + 2 min 17 s    |

## Attributions des points

### Classement UCI
La course attribue aux coureurs le même nombre des points pour l'UCI Europe Tour 2024 et le Classement mondial UCI.
| Position           | 1er | 2e | 3e | 4e | 5e | 6e | 7e | 8e | 9e | 10e | 11e | 12e | 13e à 15e | 16e à 25e |
| Classement général | 125 | 85 | 70 | 60 | 50 | 40 | 35 | 30 | 25 | 20  | 15  | 10  | 5         | 3         |

### Classements Coupe de France
L'ordre d'arrivée de l'épreuve détermine le nombre de points attribués pour le classement général individuel de la Coupe de France 2024.
| Position | 1er | 2e | 3e | 4e | 5e | 6e | 7e | 8e | 9e | 10e | 11e | 12e | 13e | 14e | 15e |
| Points   | 50  | 35 | 25 | 20 | 18 | 16 | 14 | 12 | 10 | 8   | 6   | 5   | 3   | 3   | 3   |

Le classement par équipes de la Coupe de France est établi de la manière suivante : on additionne les places des trois premiers coureurs pour définir le score de chaque équipe. Puis les équipes sont classées par score décroissant. L'équipe avec le total le plus faible sera la première et recevra 12 points au classement des équipes, jusqu'à la neuvième équipe qui marquera deux points. Seules les équipes françaises marquent des points.
| Position | 1re | 2e | 3e | 4e | 5e | 6e | 7e | 8e | 9e |
| Points   | 12  | 9  | 8  | 7  | 6  | 5  | 4  | 3  | 2  |

## Liste des participants
| Légende | Légende                                                                    | Légende | Légende                                                    |
| ------- | -------------------------------------------------------------------------- | ------- | ---------------------------------------------------------- |
| Num     | Dossard de départ porté par le coureur sur cette course                    | Pos     | Position à l'arrivée de la course                          |
|         | Indique un maillot de champion national ou mondial, suivi de sa spécialité | NP      | Indique un coureur qui n'a pas pris le départ de la course |
| AB      | Indique un coureur qui n'a pas terminé la course                           | HD      | Indique un coureur qui a terminé la course hors des délais |
| DSQ     | Indique un coureur qui a été disqualifié de la course                      |         |                                                            |

| Lotto Dstny LTD | Lotto Dstny LTD              | Lotto Dstny LTD |
| --------------- | ---------------------------- | --------------- |
| Num             | Coureur                      | Pos             |
| 1               | Milan Menten (BEL)           | 13e             |
| 2               | Sébastien Grignard (BEL)     | 35e             |
| 3               | Pascal Eenkhoorn (NED)       | 2e              |
| 4               | Mathijs Paasschens (NED)     | 11e             |
| 5               | Liam Slock (BEL)             | 4e              |
| 6               | Brent Van Moer (BEL)         | 12e             |
| 7               | Steffen De Schuyteneer (BEL) | 30e             |

| Decathlon-AG2R La Mondiale DAT | Decathlon-AG2R La Mondiale DAT | Decathlon-AG2R La Mondiale DAT |
| ------------------------------ | ------------------------------ | ------------------------------ |
| Num                            | Coureur                        | Pos                            |
| 11                             | Paul Lapeira (FRA)             | 1er                            |
| 12                             | Dries De Bondt (BEL)           | AB                             |
| 13                             | Dorian Godon (FRA)             | 15e                            |
| 14                             | Andrea Vendrame (ITA)          | 19e                            |
| 15                             | Baptiste Veistroffer (FRA)     | 32e                            |
| 16                             | Noa Isidore (FRA)              | 47e                            |
| 17                             | Antoine L'Hote (FRA)           | 31e                            |

| Groupama-FDJ GFC | Groupama-FDJ GFC      | Groupama-FDJ GFC |
| ---------------- | --------------------- | ---------------- |
| Num              | Coureur               | Pos              |
| 21               | Paul Penhoët (FRA)    | 16e              |
| 22               | Cyril Barthe (FRA)    | 26e              |
| 23               | Thibaud Gruel (FRA)   | 25e              |
| 24               | Marc Sarreau (FRA)    | AB               |
| 25               | Noah Hobbs (GBR)      | AB               |
| 26               | Brieuc Rolland (FRA)  | 3e               |
| 27               | Joshua Golliker (GBR) | AB               |

| Arkéa-B&B Hotels ARK | Arkéa-B&B Hotels ARK    | Arkéa-B&B Hotels ARK |
| -------------------- | ----------------------- | -------------------- |
| Num                  | Coureur                 | Pos                  |
| 31                   | Jenthe Biermans (BEL)   | 14e                  |
| 32                   | Anthony Delaplace (FRA) | 6e                   |
| 33                   | Mathis Le Berre (FRA)   | 8e                   |
| 34                   | Clément Venturini (FRA) | 17e                  |
| 35                   | Matîs Louvel (FRA)      | 9e                   |
| 36                   | Léandre Lozouet (FRA)   | 27e                  |
| 37                   | Pierre Thierry (FRA)    | 28e                  |

| Cofidis COF | Cofidis COF            | Cofidis COF |
| ----------- | ---------------------- | ----------- |
| Num         | Coureur                | Pos         |
| 41          | Bryan Coquard (FRA)    | AB          |
| 42          | Alexis Gougeard (FRA)  | AB          |
| 43          | Nolann Mahoudo (FRA)   | AB          |
| 44          | Axel Zingle (FRA)      | 29e         |
| 45          | Anthony Perez (FRA)    | 34e         |
| 46          | Ilan Larmet (FRA)      | AB          |
| 47          | Guillaume Martin (FRA) | 24e         |

| TotalEnergies TEN | TotalEnergies TEN      | TotalEnergies TEN |
| ----------------- | ---------------------- | ----------------- |
| Num               | Coureur                | Pos               |
| 51                | Lucas Boniface (FRA)   | AB                |
| 52                | Geoffrey Soupe (FRA)   | 36e               |
| 53                | Paul Ourselin (FRA)    | 22e               |
| 54                | Julien Simon (FRA)     | 38e               |
| 55                | Jason Tesson (FRA)     | AB                |
| 56                | Baptiste Vadic (FRA)   | AB                |
| 57                | Rayan Boulahoite (FRA) | 37e               |

| Saint Michel-Mavic-Auber 93 AUB | Saint Michel-Mavic-Auber 93 AUB | Saint Michel-Mavic-Auber 93 AUB |
| ------------------------------- | ------------------------------- | ------------------------------- |
| Num                             | Coureur                         | Pos                             |
| 61                              | Romain Cardis (FRA)             | AB                              |
| 62                              | Dillon Corkery (IRL)            | 50e                             |
| 63                              | Joris Delbove (FRA)             | AB                              |
| 64                              | Alexandre Delettre (FRA)        | 10e                             |
| 65                              | Morne van Niekerk (RSA)         | 39e                             |
| 66                              | Nicolas Breuillard (FRA)        | 20e                             |
| 67                              | Baptiste Poulard (FRA)          | AB                              |

| Van Rysel-Roubaix VRR | Van Rysel-Roubaix VRR     | Van Rysel-Roubaix VRR |
| --------------------- | ------------------------- | --------------------- |
| Num                   | Coureur                   | Pos                   |
| 71                    | Rémi Capron (FRA)         | AB                    |
| 72                    | Célestin Guillon (FRA)    | 33e                   |
| 73                    | Maxime Jarnet (FRA)       | 23e                   |
| 74                    | Maximilien Juillard (FRA) | 45e                   |
| 75                    | Jérémy Leveau (FRA)       | 40e                   |
| 76                    | Emmanuel Morin (FRA)      | 18e                   |
| 77                    | Kenny Molly (BEL)         | AB                    |

| Madar Pro Cycling Team ___ | Madar Pro Cycling Team ___ | Madar Pro Cycling Team ___ |
| -------------------------- | -------------------------- | -------------------------- |
| Num                        | Coureur                    | Pos                        |
| 81                         | Nassim Saidi (ALG)         | AB                         |
| 82                         | Azzedine Lagab (ALG)       | 44e                        |
| 83                         | Hamza Amari (ALG)          | AB                         |
| 84                         | Islam Mansouri (ALG)       | AB                         |
| 85                         | Yacine Hamza (ALG)         | 41e                        |
| 86                         | Mohamed Nadjib Assal (ALG) | AB                         |
| 87                         | Hamza Mansouri (ALG)       | AB                         |

| Novapor Speedbike NST | Novapor Speedbike NST         | Novapor Speedbike NST |
| --------------------- | ----------------------------- | --------------------- |
| Num                   | Coureur                       | Pos                   |
| 91                    | Nikifóros Arvanítou (GRE)     | AB                    |
| 92                    | Nikólaos Drákos (GRE)         | AB                    |
| 93                    | Jorre Debaele (BEL)           | AB                    |
| 94                    | Glen Van Nuffelen (BEL)       | AB                    |
| 95                    | Lukas Sulaj Kloppenborg (ALB) | AB                    |
| 96                    | Dimitar Jovanoski             | AB                    |
| 97                    | Oliver Robinson (GBR)         | AB                    |

| XSpeed United Continental XSU | XSpeed United Continental XSU | XSpeed United Continental XSU |
| ----------------------------- | ----------------------------- | ----------------------------- |
| Num                           | Coureur                       | Pos                           |
| 102                           | George Radcliffe (GBR)        | HD                            |
| 103                           | Eric Inkster (CAN)            | AB                            |
| 104                           | Leo Doyle (IRL)               | AB                            |
| 105                           | Red Walters (GRN)             | AB                            |
| 106                           | Christoph Janssen (SUI)       | HD                            |
| 107                           | Joe Howcroft (GBR)            | AB                            |

| Nice Métropole Côte d'Azur NMC | Nice Métropole Côte d'Azur NMC | Nice Métropole Côte d'Azur NMC |
| ------------------------------ | ------------------------------ | ------------------------------ |
| Num                            | Coureur                        | Pos                            |
| 111                            | Alexander Konijn (NED)         | 49e                            |
| 112                            | Jonathan Couanon (FRA)         | AB                             |
| 113                            | Andrea Mifsud                  | AB                             |
| 114                            | Melvin Crommelinck (FRA)       | 21e                            |
| 115                            | Damien Girard (FRA)            | AB                             |
| 116                            | Jean-Louis Le Ny (FRA)         | 7e                             |
| 117                            | Axel Narbonne-Zuccarelli (FRA) | 48e                            |

| CIC U Nantes Atlantique UCN | CIC U Nantes Atlantique UCN | CIC U Nantes Atlantique UCN |
| --------------------------- | --------------------------- | --------------------------- |
| Num                         | Coureur                     | Pos                         |
| 121                         | Enzo Boulet (FRA)           | AB                          |
| 122                         | Clément Braz Afonso (FRA)   | 46e                         |
| 123                         | Léo Danès (FRA)             | HD                          |
| 124                         | Pierre-Henry Basset (FRA)   | 5e                          |
| 125                         | Antoine Hue (FRA)           | AB                          |
| 126                         | Matisse Julien (CAN)        | AB                          |
| 127                         | Robin Plamondon (CAN)       | 42e                         |

| MYVELO Pro Cycling Team MCT | MYVELO Pro Cycling Team MCT | MYVELO Pro Cycling Team MCT |
| --------------------------- | --------------------------- | --------------------------- |
| Num                         | Coureur                     | Pos                         |
| 131                         | Tillman Sarnowski (GER)     | AB                          |
| 133                         | Miron Lipp (GER)            | AB                          |
| 134                         | Timon Loderer (GER)         | AB                          |
| 135                         | Meo Amann (GER)             | 43e                         |
| 136                         | Jakob Schmidt (GER)         | AB                          |

| Lotto Dstny LTD | Lotto Dstny LTD              | Lotto Dstny LTD |
| --------------- | ---------------------------- | --------------- |
| Num             | Coureur                      | Pos             |
| 1               | Milan Menten (BEL)           | 13e             |
| 2               | Sébastien Grignard (BEL)     | 35e             |
| 3               | Pascal Eenkhoorn (NED)       | 2e              |
| 4               | Mathijs Paasschens (NED)     | 11e             |
| 5               | Liam Slock (BEL)             | 4e              |
| 6               | Brent Van Moer (BEL)         | 12e             |
| 7               | Steffen De Schuyteneer (BEL) | 30e             |

| Decathlon-AG2R La Mondiale DAT | Decathlon-AG2R La Mondiale DAT | Decathlon-AG2R La Mondiale DAT |
| ------------------------------ | ------------------------------ | ------------------------------ |
| Num                            | Coureur                        | Pos                            |
| 11                             | Paul Lapeira (FRA)             | 1er                            |
| 12                             | Dries De Bondt (BEL)           | AB                             |
| 13                             | Dorian Godon (FRA)             | 15e                            |
| 14                             | Andrea Vendrame (ITA)          | 19e                            |
| 15                             | Baptiste Veistroffer (FRA)     | 32e                            |
| 16                             | Noa Isidore (FRA)              | 47e                            |
| 17                             | Antoine L'Hote (FRA)           | 31e                            |

| Groupama-FDJ GFC | Groupama-FDJ GFC      | Groupama-FDJ GFC |
| ---------------- | --------------------- | ---------------- |
| Num              | Coureur               | Pos              |
| 21               | Paul Penhoët (FRA)    | 16e              |
| 22               | Cyril Barthe (FRA)    | 26e              |
| 23               | Thibaud Gruel (FRA)   | 25e              |
| 24               | Marc Sarreau (FRA)    | AB               |
| 25               | Noah Hobbs (GBR)      | AB               |
| 26               | Brieuc Rolland (FRA)  | 3e               |
| 27               | Joshua Golliker (GBR) | AB               |

| Arkéa-B&B Hotels ARK | Arkéa-B&B Hotels ARK    | Arkéa-B&B Hotels ARK |
| -------------------- | ----------------------- | -------------------- |
| Num                  | Coureur                 | Pos                  |
| 31                   | Jenthe Biermans (BEL)   | 14e                  |
| 32                   | Anthony Delaplace (FRA) | 6e                   |
| 33                   | Mathis Le Berre (FRA)   | 8e                   |
| 34                   | Clément Venturini (FRA) | 17e                  |
| 35                   | Matîs Louvel (FRA)      | 9e                   |
| 36                   | Léandre Lozouet (FRA)   | 27e                  |
| 37                   | Pierre Thierry (FRA)    | 28e                  |

| Cofidis COF | Cofidis COF            | Cofidis COF |
| ----------- | ---------------------- | ----------- |
| Num         | Coureur                | Pos         |
| 41          | Bryan Coquard (FRA)    | AB          |
| 42          | Alexis Gougeard (FRA)  | AB          |
| 43          | Nolann Mahoudo (FRA)   | AB          |
| 44          | Axel Zingle (FRA)      | 29e         |
| 45          | Anthony Perez (FRA)    | 34e         |
| 46          | Ilan Larmet (FRA)      | AB          |
| 47          | Guillaume Martin (FRA) | 24e         |

| TotalEnergies TEN | TotalEnergies TEN      | TotalEnergies TEN |
| ----------------- | ---------------------- | ----------------- |
| Num               | Coureur                | Pos               |
| 51                | Lucas Boniface (FRA)   | AB                |
| 52                | Geoffrey Soupe (FRA)   | 36e               |
| 53                | Paul Ourselin (FRA)    | 22e               |
| 54                | Julien Simon (FRA)     | 38e               |
| 55                | Jason Tesson (FRA)     | AB                |
| 56                | Baptiste Vadic (FRA)   | AB                |
| 57                | Rayan Boulahoite (FRA) | 37e               |

| Saint Michel-Mavic-Auber 93 AUB | Saint Michel-Mavic-Auber 93 AUB | Saint Michel-Mavic-Auber 93 AUB |
| ------------------------------- | ------------------------------- | ------------------------------- |
| Num                             | Coureur                         | Pos                             |
| 61                              | Romain Cardis (FRA)             | AB                              |
| 62                              | Dillon Corkery (IRL)            | 50e                             |
| 63                              | Joris Delbove (FRA)             | AB                              |
| 64                              | Alexandre Delettre (FRA)        | 10e                             |
| 65                              | Morne van Niekerk (RSA)         | 39e                             |
| 66                              | Nicolas Breuillard (FRA)        | 20e                             |
| 67                              | Baptiste Poulard (FRA)          | AB                              |

| Van Rysel-Roubaix VRR | Van Rysel-Roubaix VRR     | Van Rysel-Roubaix VRR |
| --------------------- | ------------------------- | --------------------- |
| Num                   | Coureur                   | Pos                   |
| 71                    | Rémi Capron (FRA)         | AB                    |
| 72                    | Célestin Guillon (FRA)    | 33e                   |
| 73                    | Maxime Jarnet (FRA)       | 23e                   |
| 74                    | Maximilien Juillard (FRA) | 45e                   |
| 75                    | Jérémy Leveau (FRA)       | 40e                   |
| 76                    | Emmanuel Morin (FRA)      | 18e                   |
| 77                    | Kenny Molly (BEL)         | AB                    |

| Madar Pro Cycling Team ___ | Madar Pro Cycling Team ___ | Madar Pro Cycling Team ___ |
| -------------------------- | -------------------------- | -------------------------- |
| Num                        | Coureur                    | Pos                        |
| 81                         | Nassim Saidi (ALG)         | AB                         |
| 82                         | Azzedine Lagab (ALG)       | 44e                        |
| 83                         | Hamza Amari (ALG)          | AB                         |
| 84                         | Islam Mansouri (ALG)       | AB                         |
| 85                         | Yacine Hamza (ALG)         | 41e                        |
| 86                         | Mohamed Nadjib Assal (ALG) | AB                         |
| 87                         | Hamza Mansouri (ALG)       | AB                         |

| Novapor Speedbike NST | Novapor Speedbike NST         | Novapor Speedbike NST |
| --------------------- | ----------------------------- | --------------------- |
| Num                   | Coureur                       | Pos                   |
| 91                    | Nikifóros Arvanítou (GRE)     | AB                    |
| 92                    | Nikólaos Drákos (GRE)         | AB                    |
| 93                    | Jorre Debaele (BEL)           | AB                    |
| 94                    | Glen Van Nuffelen (BEL)       | AB                    |
| 95                    | Lukas Sulaj Kloppenborg (ALB) | AB                    |
| 96                    | Dimitar Jovanoski             | AB                    |
| 97                    | Oliver Robinson (GBR)         | AB                    |

| XSpeed United Continental XSU | XSpeed United Continental XSU | XSpeed United Continental XSU |
| ----------------------------- | ----------------------------- | ----------------------------- |
| Num                           | Coureur                       | Pos                           |
| 102                           | George Radcliffe (GBR)        | HD                            |
| 103                           | Eric Inkster (CAN)            | AB                            |
| 104                           | Leo Doyle (IRL)               | AB                            |
| 105                           | Red Walters (GRN)             | AB                            |
| 106                           | Christoph Janssen (SUI)       | HD                            |
| 107                           | Joe Howcroft (GBR)            | AB                            |

| Nice Métropole Côte d'Azur NMC | Nice Métropole Côte d'Azur NMC | Nice Métropole Côte d'Azur NMC |
| ------------------------------ | ------------------------------ | ------------------------------ |
| Num                            | Coureur                        | Pos                            |
| 111                            | Alexander Konijn (NED)         | 49e                            |
| 112                            | Jonathan Couanon (FRA)         | AB                             |
| 113                            | Andrea Mifsud                  | AB                             |
| 114                            | Melvin Crommelinck (FRA)       | 21e                            |
| 115                            | Damien Girard (FRA)            | AB                             |
| 116                            | Jean-Louis Le Ny (FRA)         | 7e                             |
| 117                            | Axel Narbonne-Zuccarelli (FRA) | 48e                            |

| CIC U Nantes Atlantique UCN | CIC U Nantes Atlantique UCN | CIC U Nantes Atlantique UCN |
| --------------------------- | --------------------------- | --------------------------- |
| Num                         | Coureur                     | Pos                         |
| 121                         | Enzo Boulet (FRA)           | AB                          |
| 122                         | Clément Braz Afonso (FRA)   | 46e                         |
| 123                         | Léo Danès (FRA)             | HD                          |
| 124                         | Pierre-Henry Basset (FRA)   | 5e                          |
| 125                         | Antoine Hue (FRA)           | AB                          |
| 126                         | Matisse Julien (CAN)        | AB                          |
| 127                         | Robin Plamondon (CAN)       | 42e                         |

| MYVELO Pro Cycling Team MCT | MYVELO Pro Cycling Team MCT | MYVELO Pro Cycling Team MCT |
| --------------------------- | --------------------------- | --------------------------- |
| Num                         | Coureur                     | Pos                         |
| 131                         | Tillman Sarnowski (GER)     | AB                          |
| 133                         | Miron Lipp (GER)            | AB                          |
| 134                         | Timon Loderer (GER)         | AB                          |
| 135                         | Meo Amann (GER)             | 43e                         |
| 136                         | Jakob Schmidt (GER)         | AB                          |